# Karimganj
Karimganj (en asamés: কৰিমগঞ্জ ) es una localidad de la India, centro administrativo del distrito de Anantapur, estado de Assam.

## Geografía
Se encuentra a una altitud de 25 m s. n. m. a 313 km de la capital estatal, Dispur, en la zona horaria UTC +5:30.

## Demografía
Según estimación 2010 contaba con una población de 59 640 habitantes.